# Callixte Nzabonimana
Callixte Nzabonimana (né en 1953) est un ancien homme politique rwandais, condamné pour sa participation dans le génocide des Tutsi au Rwanda.

## Avant 1994
Membre du peuple hutu de la province du Gitarama, Callixte Nzabonimana est d'abord désigné ministre du développement au sein du MRND du gouvernement de Juvénal Habyarimana entre le 15 janvier 1989 et le 4 février 1991. En 1994, il est également président du MRND de la préfecture du Gitarama.

## Pendant le génocide
Après la mort de Habyarimana le 6 avril 1994, Callixte Nzabonimana est nommé ministre du Sport et de la Jeunesse au sein du gouvernement intérimaire. Entre le 9 avril et le 14 juillet, il est accusé d'avoir rencontré plusieurs autres ministres pendant des réunions gouvernementales. Ces derniers y recevaient des informations sur le déroulement du génocide des Tutsis. Ils demandaient également des armes pour que les génocidaires puissent continuer le processus dans leurs provinces respectives.
Le 21 novembre 2001, le Tribunal pénal international pour le Rwanda (TPIR) inculpe Callixte Nzabonimana et d'autres ministres de génocide, conspiration d'incitation au génocide et de crime contre l'humanité contre les tutsis.

## Arrestation et condamnation
Callixte Nzabonimana est emprisonné le 18 février 2008 en Tanzanie puis transféré au TPIR le 19 février 2008. Il est finalement condamné à la prison à vie.